# Alessandro Montonese
Alessandro Montonese (prima del 1628 – dopo il 1649) è stato uno scultore italiano e maestro scalpellino attivo a Roma nella prima metà del XVII secolo.

## Biografia e opere
Montonese fu uno specialista in rivestimenti marmorei. Della sua vita si hanno poche notizie. La prima opera riconosciuta fu l'altare della Basilica santuario Maria Santissima del Colle di Lenola realizzato nel 1628 e le croci marmoree utilizzate nella consacrazione della chiesa, grazie alla mediazione del Cavalier d'Arpino. Nel 1640 realizzò nel presbiterio della chiesa romana dei Santi Domenico e Sisto quattro porticine su disegno di Giovanni Battista Soria, il pavimento marmoreo e il rivestimento in marmi policromi alle pareti. Tra il 1647 e il 1649 collaborò all'esecuzione del sepolcro di Giovan Pietro Moretti nella Basilica di Santa Maria Maggiore, su disegno di Domenico de Rossi. 